# Serge François Salvi

Serge Salvi (1984)

Serge François Salvi (* 5. August 1928; † 11. Juli 2012) war ein Schweizer Diplomat.

## Leben
Serge François Salvi trat 1968 in den auswärtigen Dienst und wurde im Referat Afrika beschäftigt. Am 6. Juli 1983 wurde er vom Bundesrat zum Botschafter im Iran bestimmt. Von 1984 bis 1986 war er Botschafter in Teheran. Vom 19. Januar 1987 bis 20. September 1990 war er als Botschafter in Prag, Tschechoslowakei akkreditiert. Vom 23. September 1990 bis 23. August 1993 war er als Botschafter in Dschidda, Saudi-Arabien akkreditiert.